# 日本斜纹蛤
日本斜纹蛤（学名：Iacra japonica），是帘蛤目唱片蛤科Iacra属的一种。主要分布于台湾，常栖息在生长在潮间带泥沙底。